# Leandra xanthocoma
Leandra xanthocoma är en tvåhjärtbladig växtart som först beskrevs av Charles Victor Naudin, och fick sitt nu gällande namn av Célestin Alfred Cogniaux. Leandra xanthocoma ingår i släktet Leandra och familjen Melastomataceae. Inga underarter finns listade i Catalogue of Life.